# (109) Felicitas
(109) Felicitas ist ein Asteroid des mittleren Hauptgürtels, der am 9. Oktober 1869 vom deutsch-US-amerikanischen Astronomen Christian Heinrich Friedrich Peters am Litchfield Observatory in New York bei einer Helligkeit von 9,5 mag entdeckt wurde.
Der Asteroid wurde benannt nach Felicitas, der römischen Gottheit, die das Glück verkörpert. Sie wird auf einem Thron sitzend mit einem Caduceus und einem Füllhorn in den Händen dargestellt.

## Wissenschaftliche Auswertung
Mit Daten radiometrischer Beobachtungen im Infraroten vom September 1975 am Kitt-Peak-Nationalobservatorium in Arizona wurden für (109) Felicitas erstmals Werte für den Durchmesser und die Albedo von 75 km bzw. 0,05 bestimmt. Aus Ergebnissen der IRAS Minor Planet Survey (IMPS) wurden 1992 Angaben zu Durchmesser und Albedo für zahlreiche Asteroiden abgeleitet, darunter auch (109) Felicitas, für die damals Werte von 89,4 km bzw. 0,07 erhalten wurden. Radarastronomische Untersuchungen am Arecibo-Observatorium am 20. November 2002 bei 2,38 GHz ergaben einen effektiven Durchmesser von 89 ± 9 km. Eine Auswertung von Beobachtungen durch das Projekt NEOWISE im nahen Infrarot führte 2011 zu vorläufigen Werten für den Durchmesser und die Albedo im sichtbaren Bereich von 89,0 km bzw. 0,07. Ein Vergleich von Daten, die von 1978 bis 2011 an der Sternwarte Ondřejov in Tschechien und am Table Mountain Observatory in Kalifornien gesammelt wurden, mit den Daten von NEOWISE bestätigte 2012 dessen Ergebnisse. Nachdem die Werte nach neuen Messungen mit NEOWISE 2012 auf 99,9 km bzw. 0,06 korrigiert worden waren, wurden sie 2014 auf 82,6 km bzw. 0,08 geändert. Nach der Reaktivierung von NEOWISE im Jahr 2013 und Registrierung neuer Daten wurden die Werte 2015 zunächst mit 94,6 km bzw. 0,05 angegeben und dann 2016 korrigiert zu 73 bis 150 km bzw. 0,02 bis 0,07, diese Angaben beinhalten aber alle hohe Unsicherheiten. Mit einer Auswertung von vier Sternbedeckungen durch den Asteroiden konnte in einer Untersuchung von 2020 ein mittlerer Durchmesser von 84,5 ± 2,7 km bestimmt werden.
Eine spektroskopische Untersuchung von 820 Asteroiden zwischen November 1996 und September 2001 am La-Silla-Observatorium in Chile ergab für (109) Felicitas eine taxonomische Klassifizierung als Caa- bzw. Ch-Typ.
Photometrische Beobachtungen von (109) Felicitas fanden erstmals statt am 13. und 18. Dezember 1980 am Osservatorio Astronomico di Torino in Italien. Aus den Messungen in nur zwei Nächten konnte eine Lichtkurve erstellt werden, aus der auf eine Rotationsperiode des Asteroiden von >25 h geschlossen wurde, als mögliche Werte wurden 26,3 oder 33,8 h in Erwägung gezogen. Ein vorläufiger Wert von 26 h (mit einem Fragezeichen versehen) wurde dann auch zunächst nach Messungen vom 30. Dezember 1980 bis 5. Februar 1981 am Table Mountain Observatory in Kalifornien in einer Auflistung aus dem Jahr 1983 angeführt. Neue Auswertungen der Beobachtungen in Italien und Kalifornien führten dann aber in einer Untersuchung von 1989 zu einem eindeutigen Wert von 13,191 h für die Rotationsperiode.
Bei einer Kampagne vom 1. März bis 24. Dezember 2015 konnte aus Daten der Raumsonde Gaia in Verbindung mit erdgebundenen Beobachtungen eine Rotationsperiode von 13,1915 h bestimmt werden.
Eine Untersuchung von 2019 berechnete aus den archivierten Daten von 1980 und 1981 in Verbindung mit weiteren Beobachtungsdaten des Projekts SuperWASP von 2006 sowie verschiedener Observatorien vom April 2010 bis Juni 2018 ein dreidimensionales Gestaltmodell des Asteroiden für zwei alternative Positionen der Rotationsachse mit retrograder Rotation und einer Periode von 13,19055 h. Aus thermophysikalischen Modellen wurde ein mittlerer Durchmesser von 85 ± 7 km und eine Albedo von 0,07 abgeleitet.
Zwischen 2012 und 2018 wurden mit der All-Sky Automated Survey for Supernovae (ASAS-SN) auch photometrische Daten von 20.000 Asteroiden aufgezeichnet. Auf mehr als 5000 davon konnte erfolgreich die Methode der konvexen Inversion angewendet werden, darunter auch (109) Felicitas, für die in einer Untersuchung von 2021 ein verbessertes dreidimensionales Gestaltmodell für zwei alternative Rotationsachsen mit prograder Rotation und einer Periode von 13,1902 h berechnet wurde. Aus archivierten Daten des Asteroid Terrestrial-impact Last Alert System (ATLAS) aus dem Zeitraum 2015 bis 2018 konnte in einer Untersuchung von 2022 mit der Methode der konvexen Inversion eine Rotationsperiode von 13,1902 h berechnet werden.